# Communauté de communes du Pays de Cassel
La communauté de communes du Pays de Cassel  est une ancienne communauté de communes française, située dans le département du Nord et la région Nord-Pas-de-Calais, arrondissement de Dunkerque.

## Composition
- La communauté de communes du Pays de Cassel, regroupait 13 communes.

| Période     | Fonctions       | Nom(s)                                                         |
| ----------- | --------------- | -------------------------------------------------------------- |
| 2008 - 2014 | Président       | Jean-Pierre Varlet                                             |
| 2008 - 2014 | Vice-présidents | Jacques Drieux, Bernard Dusautier, Éric Haeuw, Jean-Luc Fache. |

| Code INSEE | Commune             | Maire              | Population | Superficie | Délégués |
| ---------- | ------------------- | ------------------ | ---------- | ---------- | -------- |
| 59018      | Arnèke              | Francis Ampen      | 1 549 hab. | 1 341 ha   | nc       |
| 59054      | Bavinchove          | Jean-Luc Fache     | 955 hab.   | 831 ha     | nc       |
| 59119      | Buysscheure         | Jacques Wullems    | 453 hab.   | 615 ha     | nc       |
| 59135      | Cassel              | René Decodts       | 2 290 hab. | 1 265 ha   | nc       |
| 59282      | Hardifort           | Bernard Delassus   | 366 hab.   | 614 ha     | nc       |
| 59436      | Noordpeene          | Jacques Drieux     | 674 hab.   | 1 712 ha   | nc       |
| 59443      | Ochtezeele          | Bernard Dusautier  | 242 hab.   | 558 ha     | nc       |
| 59454      | Oxelaëre            | Stéphane Dieusaert | 362 hab.   | 472 ha     | nc       |
| 59516      | Rubrouck            | Christine Devulder | 772 hab.   | 1 488 ha   | nc       |
| 59536      | Sainte-Marie-Cappel | Jean-Pierre Varlet | 688 hab.   | 756 ha     | nc       |
| 59655      | Wemaers-Cappel      | Jean Barrois       | 230 hab.   | 413 ha     | nc       |
| 59667      | Zermezeele          | Gérard Ioos        | 178 hab.   | 483 ha     | nc       |
| 59669      | Zuytpeene           | Jean Bolle         | 469 hab.   | 1 180 ha   | nc       |
| Totaux     | 13 communes         | 13 communes        | 9 228 hab. | 11 728 ha  | 58       |

## Historique
Le 1er janvier 2014, l'intercommunalité, la communauté de communes du Pays des Géants, la communauté de communes de l'Houtland, la communauté de communes de la Voie romaine, la communauté de communes Monts de Flandre - Plaine de la Lys (hormis Sailly-sur-la-Lys) et la Communauté de communes rurales des Monts de Flandre ainsi que les 3 communes de Blaringhem, Hazebrouck et Wallon-Cappel ne faisant partie d'aucune intercommunalité s'unissent pour former la communauté de communes de Flandre intérieure.

## Présidents
| Période | Période  | Identité           | Étiquette     | Qualité                      |
| ------- | -------- | ------------------ | ------------- | ---------------------------- |
|         |          |                    |               |                              |
| 2008    | en cours | Jean-Pierre Varlet | Divers droite | maire de Sainte-Marie-Cappel |